# Kisvárda
Kisvárda (niem. Kleinwardein) – miasto powiatowe w komitacie Szabolcs-Szatmár-Bereg w północno-wschodnich Węgrzech. 

## Położenie
Kisvárda leży na północy wysoczyzny Nyírség, na jej granicy z nadcisańską doliną Rétköz. Przez miasto przebiegają linia kolejowa i droga krajowa nr 4 z Nyíregyháza do przejścia granicznego Záhony-Czop na granicy z Ukrainą. Lokalne drogi łączą Kisvárda z Sárospatak, z Nagyhalász i z Vásárosnamény. 

## Historia
Kisvárda powstało w średniowieczu jako osada targowa przy drodze z Węgier na Ruś. Pierwsza pisemna wzmianka o miejscowości pochodzi z XI wieku. Miasto przybrało na znaczeniu w XIX wieku, po regulacji Cisy i po budowie linii kolejowej. Podczas II wojny światowej hitlerowcy wymordowali niemal całą ludność żydowską, stanowiącą przed wojną 1/3 mieszkańców miasta. 

## Współczesność
Obecnie Kisvárda stanowi lokalne centrum gospodarcze. Zabytkami miasta są ruiny gotyckiego zamku z XV wieku, regionalne muzeum w dawnej synagodze - Rétközi Múzeum i rzymskokatolicki kościół pw. śś. Piotra i Pawła. Atrakcją turystyczną jest kąpielisko termalne Várfürdő.

## Miasta partnerskie
- Târgu Secuiesc, Rumunia
- Hildburghausen, Niemcy
- Prien am Chiemsee, Niemcy
- Karmiel, Izrael
- Kráľovský Chlmec, Słowacja
- Strzyżów, Polska